# مهرجان طعام الأطفال
مهرجان طعام الأطفال هو مهرجان طعام يُقام كُل عامين في «اوكسفوردشير؛  Oxfordshire» ويُنظم بِواسطةِ «ايرث تراست؛ Earth Trust».  يُقدم بِواسطة الرُعاة «رايموند بلانك؛ Raymond Blanc»  و«صوفي جريسون؛ Sophie Grigson» اللذان يُقَدِمان عُروض تطبيقية حَيْثُ يَدعوان الأطفال لمُساعدتهم في التقطيعِ والتقليبِ والشمِ والتذوقِ. مِن بَين الضُيوف الآخرين «آنابيل كارميل؛ Annabel Karmel»،  و«جاين فيرنلي-ويتنجستال؛ Jane Fearnley-Whittingstall» مُؤلفة كِتاب طَبخ الجَدة الجَيدة «The Good Granny Cookbook»، و«سام ستيرن؛Sam Stern » «الشيف المراهق» ،و«نورا ساندز؛  Nora Sands»  «سيدة تقديم الطعام في مدرسة جيمي ؛ Jamie’s School Dinner  Lady»،  ومُؤلفة كُتب الطبخ للأطفال «أماندا غرانت؛ Amanda Grant»
جَاءت فِكرة مَهرجان الطعام إلى  «إيكا مورجان؛ Eka Mor gan» مُديرة المَهرجان في عام 2005. « يقول الآباء إن إحدى أفضل الطرق لتَشجيع الأطفال على تناولِ طعامٍ صحيٍ هي جَعْلُهم يَطبخوه بأنفسِهم. اعْتَقَدت أَن المَهرجان الذي يَنقل رسائل إيجابية عن الطعامِ مع كثير من الألوان  والدُعابة  والطهي التَطبيقي قَد يَقطع شوطًا في تَغيير أُسلوب الصِغار في الأكلِ.